# Albert Gibello
Pour les articles homonymes, voir Gibello.
Albert Gibello, né le 26 septembre 1947 à Chambéry (Savoie), est un homme politique français, membre de l'UMP. Il est le maire d'Albertville de 1995 à 2008 après avoir été adjoint aux sports et adjoint à la vie scolaire, notamment lors des jeux olympiques d'hiver de 1992. Il est également conseiller général du canton d'Albertville-Sud à partir de 1992, et vice-président du Conseil général de la Savoie chargé des affaires sociales jusqu'en 2004, date à laquelle il ne s'est pas représenté.

## La modernisation de la ville
Successeur à la mairie d'Henri Dujol en 1995, il est l'ancien assistant parlementaire puis suppléant de Michel Barnier. Outre d'importants travaux de modernisation en centre-ville (dont le contournement autoroutier qui sera inauguré par son successeur, la construction d'une école modèle en matière d'économies d'énergies, de cantines scolaires, de logements sociaux, etc.) et la création de la communauté de communes (CoRAL, avec notamment un service de transports en commun), son passage à la mairie d'Albertville  est actif. Il est réélu en 2001.
Le 9 mars 2008, il se représente comme maire, malgré une fin de mandat terni (voir ci-dessous). Cependant, c'est à la surprise générale qu'il est défait en n'obtenant que 49,04 % des voix contre 50,96 % à la liste apparentée à gauche emmenée par Philippe Masure. La surprise est d'autant plus grande que ce candidat était fort peu connu des électeurs avant la campagne. Albert Gibello démissionne du Conseil municipal peu après et s'éloigne de la vie politique, l'ancien député Vincent Rolland prenant la tête de l'opposition municipale.

## L'entrée au Conseil économique et social
En février 2009, Albert Gibello est nommé membre du Conseil économique, social et environnemental. Ancien vice-président aux affaires sociales du Conseil général de la Savoie et de la section des affaires sociales de l'assemblée des départements de France, il rejoint la section des affaires sociales.

## Des poursuites judiciaires sans condamnation

### L'affaire de la Dioxine

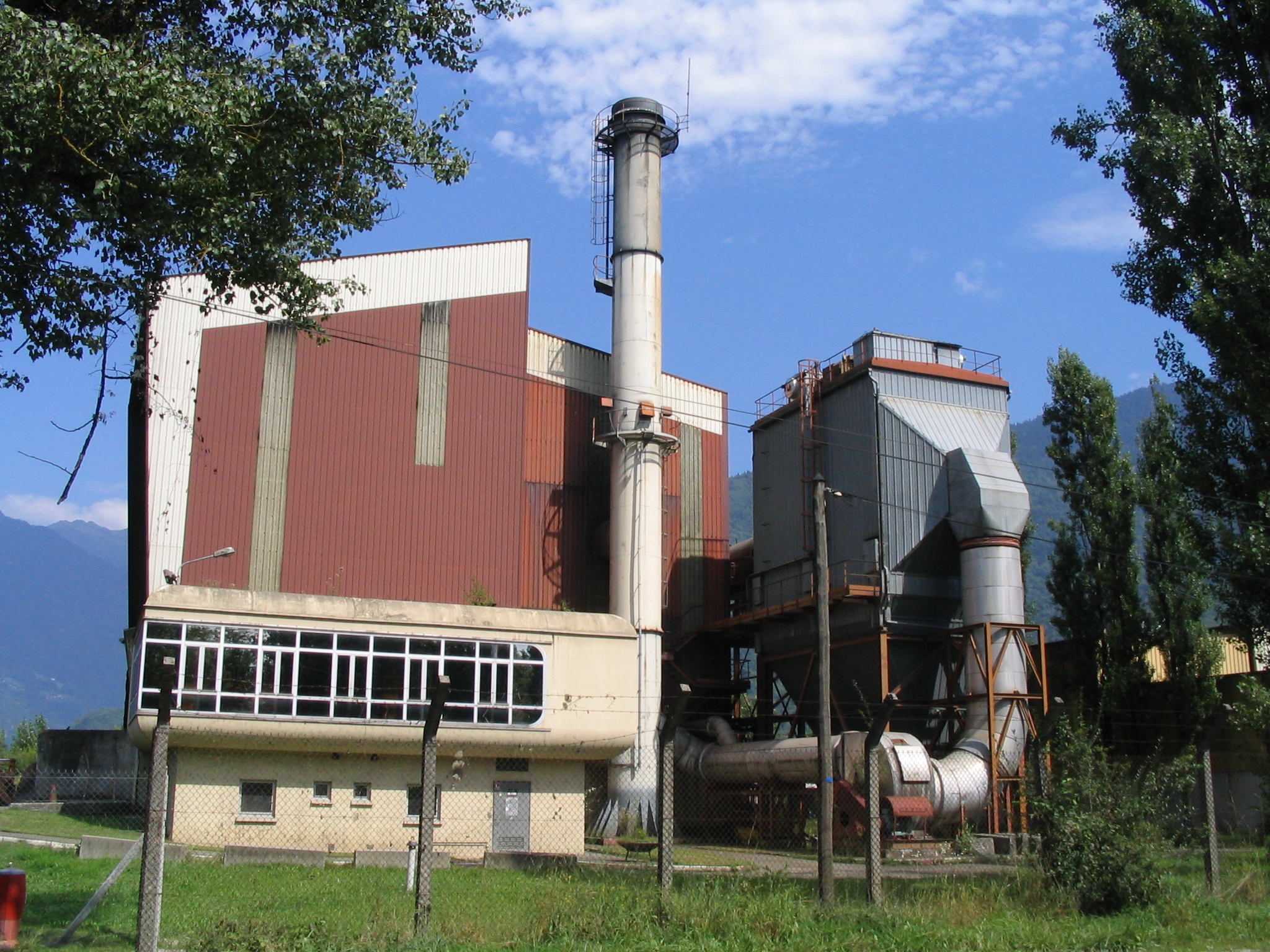
L'ancien incinérateur de Gilly-sur-Isère (Savoie, France).

Albert Gibello est président de la SIMIGEDA, organisme gestionnaire de l'incinérateur d'ordures de Gilly-sur-Isère, proche d’Albertville. L'incinérateur de Gilly-sur-Isère rejetait, jusqu'à son arrêt en 2001, jusqu'à 700 fois les normes autorisées de dioxine. De la dioxine ayant été retrouvée dans le lait des vaches, 6 875 animaux sont abattus, 2,23 millions de litres de lait et 24 tonnes de produits laitiers détruits, ainsi que 8 500 tonnes de foin contaminé,,.
Une expertise judiciaire a indiqué qu'aucun décès ne pouvait être imputé aux rejets. Sur son site internet, Greenpeace annonce quatre-vingt cancers dans une seule rue d'une commune riveraine de l'incinérateur, la rue Louis Berthet à Grignon.
Albert Gibello avait été mis en examen pour « mise en danger de la vie d’autrui » comme président de la SIMIGEDA, avec quatre autres personnes, avant de bénéficier d'un non-lieu le 26 octobre 2007.

### Le fichier Troubadour
La police municipale d'Albertville avait été soupçonnée d'avoir constitué en 2001 des listings de personnes selon leur origine ou leur orientation sexuelle. Une plainte de la LDH a été classée sans suite,. L'affaire a été relancée par une nouvelle plainte de la LDH en 2005, sans suite également (prescription).